# Kosmofilm
Kosmofilm – polska wytwórnia filmowa założona w 1913 roku w Warszawie przez Henryka Finkelsteina i Samuela Ginzburga. Siedziba firmy mieściła się w szopach przy ulicy Moskiewskiej 11 (obecnie Zamoyskiego). Wytwórnia dysponowała własnym laboratorium, usytuowanym przy ulicy Rymarskiej. Kręciła głównie filmy o tematyce żydowskiej, stanowiące adaptacje sztuk teatralnych.
Aktorzy Kosmofilmu wywodzili się głównie z warszawskiego Teatru Żydowskiego. Byli to m.in. Abraham Izaak Kamiński, Regina Kamińska, Helena Gotlib, Halina Starska, Samuel Landau i in.. Reżyserowali m.in. Stanisław Sebel i Karol Wojciechowski.
W wytwórni powstało ok. 20 filmów fabularnych i dokumentalnych, m.in. Ziemia Święta, Dem khazons tochter (Córka kantora), Di sztifmuter (Macocha) oraz adaptacja Halki Stanisława Moniuszki.
W 1915 roku Kosmofilm połączył się z wytwórnią Sfinks.